# Alois Schönburg-Hartenstein

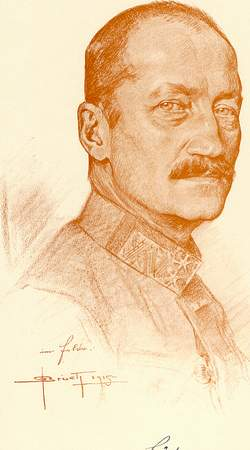
Alois Eduard Fürst von Schönburg-Hartenstein als Generaloberst; Zeichnung von Oskar Brüch

Eduard Alois Maria Alexander Konrad Fürst von Schönburg-Hartenstein, ab dem Jahr 1919 Alois Schönburg-Hartenstein (* 21. November 1858 in Karlsruhe; † 20. September 1944 in Hartenstein) war österreichisch-ungarischer Generaloberst und österreichischer Verteidigungsminister.

## Leben
Alois entstammte dem deutschen Adelsgeschlecht von Schönburg. Er war Sohn des k.u.k. Diplomaten Joseph Alexander Fürst von Schönburg-Hartenstein (* 5. März 1826; † 1. Oktober 1896) und der Prinzessin Karoline von und zu Liechtenstein (* 27. Februar 1836; † 28. März 1885), einer Tochter des Fürsten Alois II. Fürst von und zu Liechtenstein.
Schönburg-Hartenstein war von 1899 bis 1913 Präsident des Österreichischen Roten Kreuzes. Von November 1895 bis November 1897 war er k.u.k. Militärbevollmächtigter in Berlin und gleichzeitig kaiserlicher Adjutant. Ab 1897 war er zudem Mitglied des österreichischen Herrenhauses. Am 5. Jänner 1901 stieg Schönburg zum Oberst auf, am 8. Februar 1909 wurde er Generalmajor. Im Ersten Weltkrieg war Fürst Schönburg-Hartenstein Kommandant der 6. Division, mehrerer Armeekorps und zuletzt der k.u.k. 6. Armee.

### Erster Weltkrieg
Im August 1914 war er in Galizien Kommandant der 11. Marschbrigade bei der 3. Armee. Er bildete im Verband des XI. Armeekorps unter General Kolossvary eine kombinierte Division, die vom 27. bis zum  30. August 1914 als Nordflügel des III. Armeekorps (Gen. der Infanterie Emil Colerus von Geldern) in die Schlacht bei Złoczów eingriff. Er kämpfte vergeblich um den Besitz der Mogilahöhe und musste auf Lemberg zurückgehen. Im August und September war er Kommandeur der 88. Landesschützen-Brigade und wurde am 26. Oktober 1914 zum Feldmarschallleutnant befördert. Im Verband des XIV. Korps zeichnete er sich im Dezember 1914 in der Schlacht bei Limanowa–Lapanow aus, als seine Brigade südlich Krakau mithalf, den auf Schlesien drohenden Einbruch der russischen 3. Armee abzuriegeln.
Am 26. Dezember 1914 übernahm er von Feldmarschallleutnant Karl Gelb von Siegesstern die Führung der 6. Infanterie-Division, mit der er am östlichen Karpatenkamm bei der 3. Armee und bei Nadworna an der Dniestrfront in der Armeegruppe Pflanzer-Baltin eingesetzt wurde. Ende April 1915 erhielt er vorübergehend den Befehl des Korps Ljubicic, das darauf in Korpsgruppe Schönburg umbenannt wurde. Im Juni 1915 erfolgte die Verlegung seiner Division nach Doroubetz in der Bukowina, wo er den Kern der Korpsgruppe Benigni bildete und den Angriffen der russischen 9. Armee begegnete. Im November 1915 verließ Schönburg die russische Front und folgte der 6. Division nach Italien; in der Fünften Isonzoschlacht (März 1916) kämpften seine Truppen bei San Martino und am Doberdo-Plateau.
Nach der gescheiterten Südtiroloffensive übernahm Schönburg im Juli 1916 die Führung des XX. Armeekorps. Von Jänner bis August 1917 war er Kommandierender des XIV. Korps, mit dem er an der Verteidigung Südtirols mitwirkte. Nach seiner Beförderung zum General der Kavallerie am 1. August 1917 übernahm er am 22. August 1917 die Führung des IV. Armeekorps an der Isonzofront. Während der Elften Isonzoschlacht (17. August bis 12. September 1917) hatten seine Truppen großen Anteil an den Kämpfen am Bainsizza-Plateau. Mitte Oktober 1917 schlug er italienische Angriffe auf den Monte San Gabriele zurück.
Außenminister Graf Ottokar Czernin schlug Schönburg im Februar 1918 angesichts der großen Hungerstreiks in Österreich zum Ernährungsdiktator vor, was Kaiser Karl I. durch seine Ernennung zum „Generalinspektor im Hinterland“ zu verhindern wusste. Schönburg kehrte noch im März 1918 an die neue Front am Piave zurück und übernahm sein IV. Korps zum zweiten Mal. Während der erfolglosen Piave-Offensive im Juni 1918 erreichten die ihm unterstellte 29. Division sowie die 64. und 70. Honved-Division einige Erfolge beim Flussübergang; Schönburg wurde dabei durch Granatsplitter verwundet.
Nach kurzem Lazarettaufenthalt kehrte er an die Front zurück und übernahm am 16. Juli 1918 den Oberbefehl über die k.u.k. 6. Armee. Sein Frontabschnitt lag etwa von Feltre bis zur Papadopoli-Insel. Am 24. Oktober 1918 schritten die Italiener zur Gegenoffensive in Venetien, auf beiden Seiten des Montellos und der Papadopoli-Insel wurden die österreichisch-ungarischen Stellungen am 27. Oktober durchbrochen.
Am 1. November 1918 wurde Schönburg von der zusammenbrechenden Front nach Wien abberufen, um sich dem Kaiser zur Verfügung zu stellen. Am 5. November reiste er mittels Automobil nach Villach, dem neuen Hauptquartier seines Armeeoberkommandos. Nachdem er noch seine Beförderung zum Generaloberst erhalten hatte, erfolgte am 16. November seine Entlassung aus der Armee durch die Staatsregierung Renner I des neuen deutschösterreichischen Staates.
Er wurde am 1. Dezember 1918 pensioniert und zog sich auf seine Güter am Achensee zurück.

### Erste Republik
Das Angebot des christlichsozialen Politikers Leopold Kunschak, 1920 die Führung der neugegründeten Heimwehrverbände in Niederösterreich zu übernehmen, lehnte er ab; er förderte aber den Aufbau von Kameradschaftsbünden. 1927 wurde er für seine Verdienste an der Isonzofront mit dem Kommandeurkreuz des Maria-Theresien-Ordens ausgezeichnet.
In der Ersten Republik bekleidete er in der diktatorischen Bundesregierung Dollfuß II vom 21. September 1933 bis zum 12. März 1934 das Amt des Staatssekretärs im Bundesministerium für Heereswesen und vom 12. März bis zum 10. Juli 1934 das des Bundesministers für Heereswesen. Er war somit einer der politisch Hauptverantwortlichen für den Einsatz des Bundesheeres im Bürgerkrieg bzw. Februaraufstand 1934. In dieser Funktion ordnete er auch an, dass für den Artillerieeinsatz gegen die in Gebäuden verschanzten Kämpfer nur nicht-explosive Übungsmunition verwendet wurde, was auch die relativ geringen Zerstörungen an den Gebäuden erklärt.
Nach der Ermordung Dollfuß’ wurde Schönburg am 31. Oktober 1934 vom diktatorischen Bundeskanzler Kurt Schuschnigg in den neu gebildeten Staatsrat des „Ständestaates“ berufen.
1936 wurde er im Zusammenhang mit seiner Position in der Versicherungsgesellschaft Phönix, die in Konkurs gehen musste, unredlicher Geldgeschäfte beschuldigt. Er wurde in zwei Verfahren freigesprochen, legte aber im Mai 1936 seine Mitgliedschaft im Staatsrat nieder und zog sich aus der Öffentlichkeit zurück. Die Ereignisse um Phönix wurden auch als Machtkampf zwischen Schuschnigg und Heimwehrführer Ernst Rüdiger Starhemberg interpretiert.

### Familie
Am 23. April 1887 heiratete er in Wien Gräfin Johanna von Colloredo-Mannsfeld (* 27. Juli 1867; † 27. August 1938). Aus der Ehe gingen sieben Kinder hervor:
- Alexander (Fürst von) Schönburg-Hartenstein (* 28. Juli 1888 † 20. Januar 1956)
- Aglaë (Prinzessin von) Schönburg-Hartenstein (* 16. Januar 1891 † 20. Februar 1965); heiratete 1924 Franz X Josef zu Hohenlohe-Schillingsfürst (1894–1970)
- Hieronymus Joseph Aloys Maria Prinz von Schönburg-Hartenstein (* 1. November 1889 † 1. September 1914)
- Karoline Franziska Maria (Prinzessin von) Schönburg-Hartenstein (* 24. August 1892 † 24. April 1986)
- Maria Theresia (Prinzessin von) Schönburg-Hartenstein (* 4. Februar 1896 † 14. August 1979)
- Margarethe (Prinzessin von) Schönburg-Hartenstein (* 14. Dezember 1897 † 30. August 1980); heiratete am 29. September 1921 Alain Fürst Rohan im Wiener Stephansdom[5]
- Isabella Josephine Maria (Prinzessin von) Schönburg-Hartenstein (* 20. August 1901 † 28. April 1987)